# The Ultimate Fighter: Tournament of Champions Finale
The Ultimate Fighter: Tournament of Champions Finale è stato un evento di arti marziali miste tenuto dalla Ultimate Fighting Championship svolto il 3 dicembre 2016 al Palms Casino Resort di Las Vegas, Stati Uniti.

## Retroscena
Nel main event della card si affrontarono, per il titolo dei pesi mosca UFC, il campione Demetrious Johnson e il vincitore del torneo del reality show The Ultimate Fighter 24 Tim Elliot. Inoltre il vincitore del reality, ricevette una motocicletta Harley-Davidson e un contratto di sei incontri con la UFC.
Nel co-main event si affrontarono i due allenatori del reality, Joseph Benavidez e Henry Cejudo.
Jake Collier avrebbe dovuto affrontare Josh Stansbury. Tuttavia, Collier venne rimosso dall'incontro alla fine di ottobre per infortunio, al suo posto venne inserito Devin Clark.
Alejandro Perez doveva vedersela con Rob Font. Perez venne però rimosso dalla card il 24 novembre, al suo posto venne inserito Matt Schnell.

## Risultati
|                                                   | Divisione                      |                                |                                |                                | Metodo                                      | Round                          | Tempo                          | Premio                         |
| Card Principale (Fox Sports 1)                    | Card Principale (Fox Sports 1) | Card Principale (Fox Sports 1) | Card Principale (Fox Sports 1) | Card Principale (Fox Sports 1) | Card Principale (Fox Sports 1)              | Card Principale (Fox Sports 1) | Card Principale (Fox Sports 1) | Card Principale (Fox Sports 1) |
| ------------------------------------------------- | ------------------------------ | ------------------------------ | ------------------------------ | ------------------------------ | ------------------------------------------- | ------------------------------ | ------------------------------ | ------------------------------ |
| Sfida valida per il titolo di campione indiscusso | Pesi Mosca                     | Demetrious Johnson (c)         | batte                          | Tim Elliott                    | Decisione unanime (49-46, 49-46, 49-45)     | 5                              | 5:00                           |                                |
|                                                   | Pesi Mosca                     | Joseph Benavidez               | batte                          | Henry Cejudo                   | Decisione non unanime (27-29, 30-27, 29-27) | 3                              | 5:00                           |                                |
|                                                   | Pesi Welter                    | Jorge Masvidal                 | batte                          | Jake Ellenberger               | KO Tecnico (pugni)                          | 1                              | 4:05                           |                                |
|                                                   | Pesi Mediomassimi              | Jared Cannonier                | batte                          | Ion Cutelaba                   | Decisione unanime (29-28, 29-28, 29-28)     | 3                              | 5:00                           | FOTN                           |
|                                                   | Pesi Gallo (F)                 | Sara McMann                    | batte                          | Alexis Davis                   | Sottomissione (triangolo di braccio)        | 2                              | 2:52                           | POTN                           |
|                                                   | Pesi Mosca                     | Brandon Moreno                 | batte                          | Ryan Benoit                    | Decisione non unanime (28-29, 29-28, 29-28) | 3                              | 5:00                           |                                |
| Card Preliminare (Fox Sports 1)                   |                                |                                |                                |                                |                                             |                                |                                |                                |
|                                                   | Pesi Piuma                     | Ryan Hall                      | batte                          | Gray Maynard                   | Decisione unanime (30-27, 30-27, 29-28)     | 3                              | 5:00                           |                                |
|                                                   | Pesi Gallo                     | Rob Font                       | batte                          | Matt Schnell                   | KO (ginocchiata e pugni)                    | 1                              | 3:47                           |                                |
|                                                   | Pesi Leggeri                   | Dong Hyun Kim                  | batte                          | Brendan O'Reilly               | Decisione unanime (29-28, 29-28, 29-28)     | 3                              | 5:00                           |                                |
|                                                   | Pesi Paglia (F)                | Jamie Moyle                    | batte                          | Kailin Curran                  | Decisione unanime (30-27, 30-27, 30-27)     | 3                              | 5:00                           |                                |
| Card Preliminare (UFC Fight Pass)                 |                                |                                |                                |                                |                                             |                                |                                |                                |
|                                                   | Pesi Medi                      | Anthony Smith                  | batte                          | Elvis Mutapcic                 | KO Tecnico (gomitata e pugni)               | 2                              | 3:27                           | POTN                           |
|                                                   | Pesi Medi                      | Devin Clark                    | batte                          | Josh Stansbury                 | Decisione unanime (30-27, 30-27, 29-28)     | 3                              | 5:00                           |                                |

- Cejudo venne penalizzato con la detrazione di 1 punto al primo round, per aver colpito l'inguine dell'avversario

## Premi
I lottatori premiati ricevettero un bonus di 50.000 dollari.
Legenda:
- FOTN: Fight of the Night (vengono premiati entrambi gli atleti per il miglior incontro dell'evento)
- POTN: Performance of the Night (viene premiato il vincitore per la migliore performance dell'evento)

## Incontri Annullati
|  | Divisione  |                |        |                | Motivo                         |
|  | ---------- | -------------- | ------ | -------------- | ------------------------------ |
|  | Pesi Medi  | Jake Collier   | contro | Josh Stansbury | Collier subì un infortunio     |
|  | Pesi Gallo | Aleandro Perez | contro | Rob Font       | Perez venne rimosso dalla card |